# Dorndorf-Steudnitz
Dorndorf-Steudnitz is een plaats en voormalige gemeente in de Duitse deelstaat Thüringen. Dorndorf-Steudnitz maakt deel uit van de gemeente Dornburg-Camburg in het Saale-Holzland-Kreis.

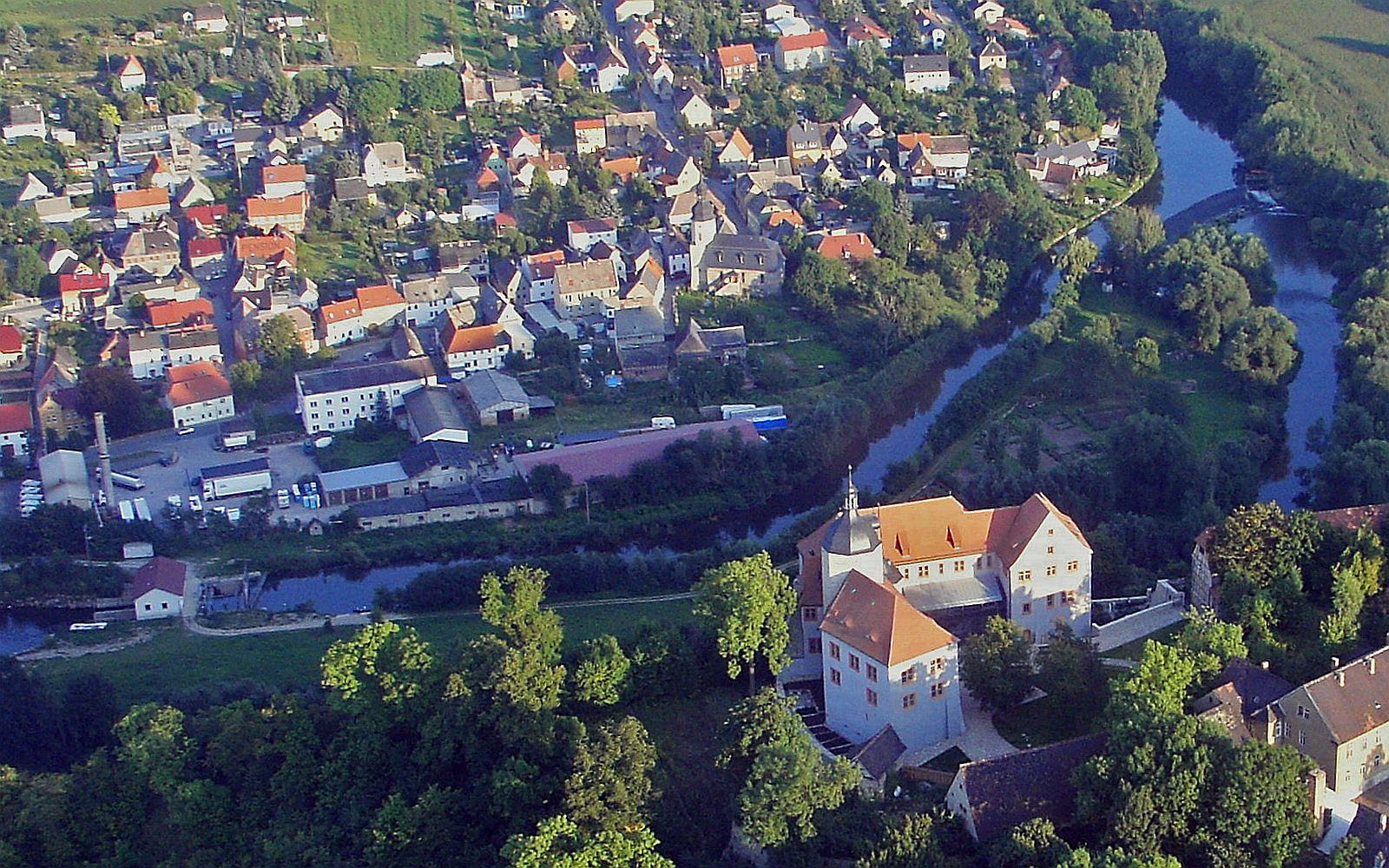